# A Touch of Evil: Live
A Touch of Evil: Live — п'ятий живий альбом англійської групи Judas Priest, який вийшов 14 липня 2009 року.

## Композиції
1. Judas Rising — 4:23
2. Hellrider — 5:38
3. Between the Hammer and the Anvil — 4:35
4. Riding on the Wind — 3:29
5. Death — 7:52
6. Beyond the Realms of Death — 6:52
7. Dissident Aggressor — 3:04
8. A Touch of Evil — 6:11
9. Eat Me Alive — 4:36
10. Prophecy — 6:07
11. Painkiller — 7:12

## Склад
- Роб Галфорд — вокал
- К. К. Даунінг — гітара
- Глен Тіптон — гітара
- Ієн Гілл — бас-гітара
- Скот Тревіс — ударні